# Martial Van Schelle

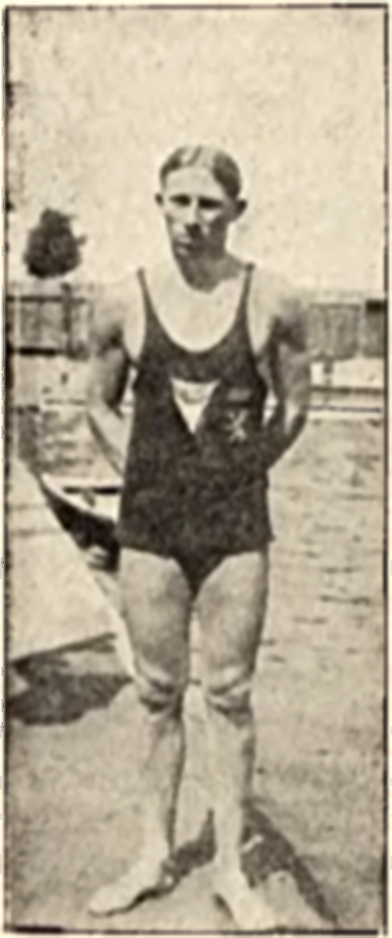
Martial Van Schelle (1923)

Martial Albert Fowler „Ti“ Van Schelle (* 6. Juli 1899 in Merksplas; † 15. März 1943 im Fort Breendonk) war ein belgischer Geschäftsmann und Sportler, der in verschiedenen Sportarten aktiv war. 1943 wurde er von der Gestapo festgenommen und hingerichtet.

## Familie und Jugend
Martial Van Schelle, genannt „Ti“, wurde auf dem Gut Diepte bei Merksplas als einziges Kind einer wohlhabenden Familie geboren. Sein Vater, Albert Jozef Karel Van Schelle, war ein Anwalt und Philanthrop aus Belgien, und seine Mutter, Annie-Marwin Fowler-Protvoth, stammte aus Springfield in den Vereinigten Staaten. Albert Van Schelle gehörte zur Leitung des Roten Kreuzes in Belgien und lernte seine künftige, wesentlich jüngere Ehefrau auf Kuba kennen, die dort als Krankenschwester während des Spanisch-Amerikanischen Krieges tätig war.
Während Van Schelles Kindheit und Jugend waren die Eltern oft abwesend. Die Mutter züchtete Hühner, der Vater Pferde, und beide reisten häufig zu Zuchtausstellungen. Er wurde von einer Gouvernante betreut und genoss viele Freiheiten. Zur Schule fuhr er mit einem Fuhrwerk, vor das er ein Schwein oder einen Esel spannte. Später begleitete er seine Mutter auf ihren Reisen, die auch in die USA führten, wo er zeitweilig bei der Familie seiner Mutter lebte. Dort befand er sich, als der Erste Weltkrieg ausbrach. Seine Mutter beschloss, ohne ihren Sohn nach Belgien zurückzureisen. Sie befand sich auf der Lusitania, als das Schiff am 7. Mai 1915 von einem U-Boot der deutschen Kaiserlichen Marine vor der Südküste Irlands torpediert und versenkt wurde. Van Schelles Mutter überlebte den Untergang des Schiffes und ging an Bord der Arabic, um in die USA zurückzukehren. Dieses Schiff wurde ebenfalls von den Deutschen torpediert, aber Annie Van Schelle überlebte im August 1915 wiederum diesen zweiten Schiffsuntergang. Im Oktober darauf kam sie per weiterer Passage wieder in den USA an, wo sie sich um die Unterstützung Belgiens mit Nahrungsmitteln und Kleidung bemühte. Im Februar 1917 starb sie an den Folgen ihrer Verletzungen durch die Schiffsunglücke.
Im April 1917 meldete sich Martial Van Schelle freiwillig zur United States Army, um in Europa zu kämpfen. Er gehörte zu den ersten US-amerikanischen Soldaten, die in Frankreich eintrafen, und blieb den Rest des Krieges an der Front. Bei Kriegsende kehrte er in sein Elternhaus in Merksplas zurück, wo ihn der Vater und seine Freunde zunächst nicht erkannten.

## Sportunternehmer und Sportler
1919 zog Martial Van Schelle nach Brüssel, wo er seinen belgischen Militärdienst absolvierte. An der Kadettenschule erteilte er dem künftigen König Leopold III. Schwimmunterricht. 1924 eröffnete er das Sportgeschäft Van Schelle Sports. Er baute die erste Eisbahn Belgiens, die im Sommer auch als Freibad genutzt werden konnte. Eine weitere Eisbahn ließ er im Auftrag von König Leopold II. neben dem Königlichen Palast errichten. Er beauftragte in ganz Belgien den Bau weiterer Eisbahnen und Schwimmbäder, wodurch etwa der Eisschnelllauf wieder populär wurde, und veranstaltete Eisgalas (mit Sonja Henie) und Eishockeyturniere. Mit finanzieller Unterstützung seiner amerikanischen Großmutter baute er eine Produktion von Schlittschuhen auf. Die Fußballmannschaft seines Heimatortes, für die er als Jugendlicher gespielt hatte, versorgte er regelmäßig mit kostenloser Ausrüstung.
Van Schelle betätigte sich selbst in verschiedenen Sportarten. Zwischen 1920 und 1928 wurde er achtmal belgischer Meister im Freistilschwimmen; er startete für den Royal Brussels Poseidon. Insgesamt soll er 16 belgische Schwimmtitel errungen haben. Auch spielte er Wasserball und betrieb Eisschnelllauf. Zweimal nahm er am Ballonfahr-Wettbewerb Gordon-Bennett-Cup teil, 1934 gemeinsam mit dem Piloten Philippe Quersin, mit dem er von Warschau aus in Russland landete. Auch war er einer der ersten Basketballspieler Belgiens. Viermal startete er bei Olympischen Spielen: 1920, 1924 und 1928 als Schwimmer sowie 1936 im Bobsport im Zweier- und im Viererbob. 1936 erreichte er im Viererbob (Max Houben, Louis De Ridder, Paul Graeffe) mit Rang fünf sein bestes Ergebnis bei Olympischen Spielen.

## Zweiter Weltkrieg

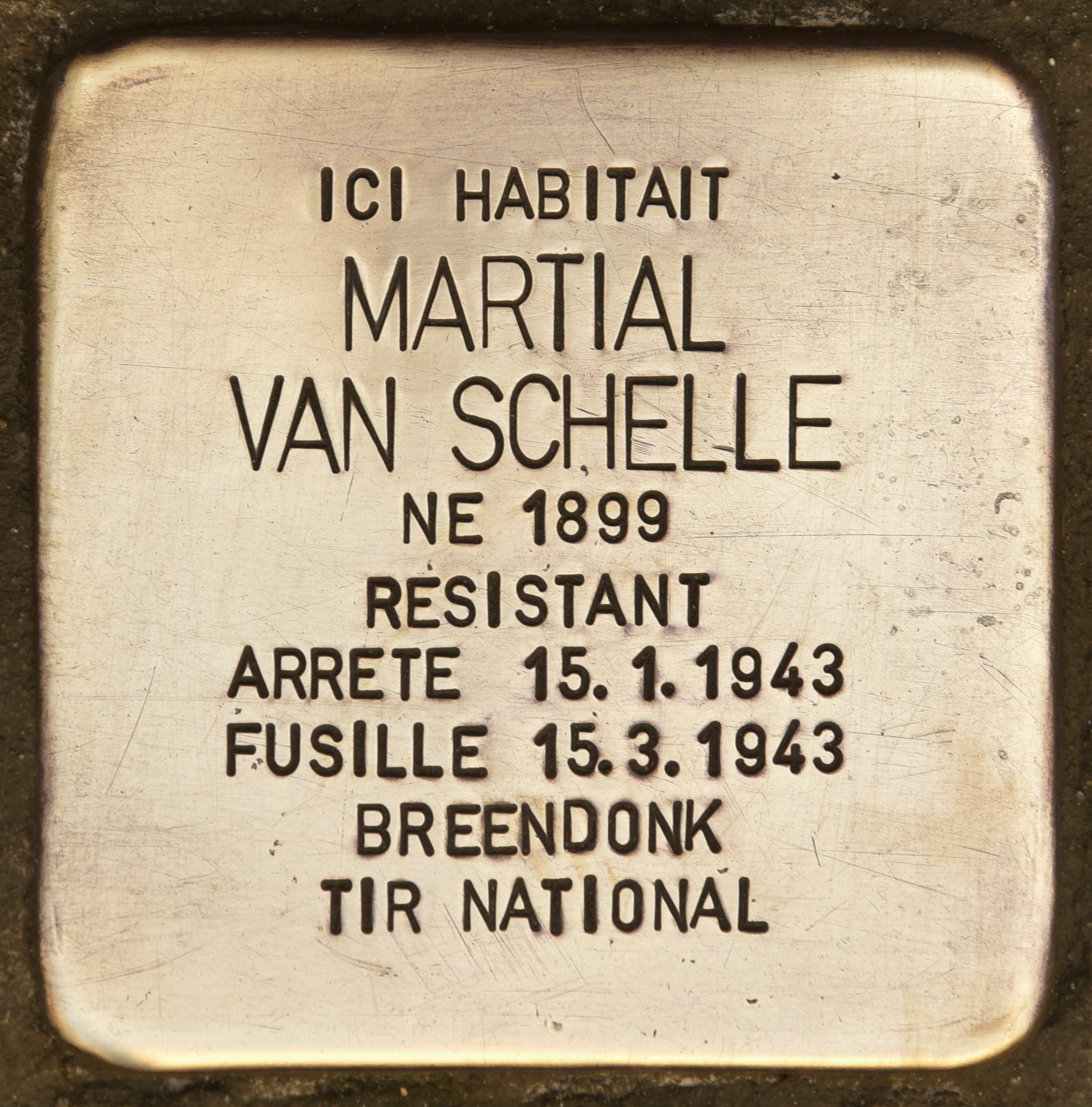
Stolperstein in Saint-Gilles

Mit Beginn des Zweiten Weltkriegs betrieb Van Schelle Spionage gegen die deutsche Besatzung, organisierte eine Fluchtroute für Flüchtlinge nach Großbritannien und betrieb einen anti-deutschen Schwarzsender. Am 15. Januar 1943, einen Tag, bevor er sich nach Portugal absetzen wollte, wurde er von der Gestapo festgenommen und in das Fort Breendonk gebracht. Nach zwei Monaten Folter wurde er am 15. März 1943 gemeinsam mit neun weiteren Männern durch Erschießung hingerichtet. Er liegt wie andere Hingerichtete auf dem Ehrenpark der Nationalen Schietbaan in Brüssel begraben.